# 交河故城
交河故城（こうがこじょう、ウイグル語: يارغول قەدىمكى شەھىرى / Yarghol Qedimki Shehiri）、交河古城、交河城址（-じょうし）は、中華人民共和国新疆ウイグル自治区トルファン市高昌区の中心部から西方11キロに位置する世界最大、最古級の版築で築かれた都市遺跡。中国でただ一つ残る漢代からの都市遺跡でもある。
遺跡は柳葉形の台地上に位置し周囲は約30メートルの断崖に囲まれ自然の要害をなしている。遺跡の全長は約1650メートル、幅は最大で約300メートル、総面積は約38万平方メートル。紀元前2世紀に建設され、14世紀に戦火で焼け落ちた。
交河故城は1961年3月4日、中華人民共和国国務院により第一批全国重要文化保護財に指定され、2014年にはシルクロード:長安-天山回廊の交易路網の構成資産としてUNESCOの世界遺産リスト登録物件に含まれた。

## 歴史
紀元前2世紀以前に車師人はすでにここに居住し、紀元前108年～450年の間、車師前国の都だった。漢代には「戊己校尉」がこの地に置かれた。450年～640年には高昌に属し、640年～9世紀初めには唐の交河県に属した。西域の最高軍事機関である安西都護府が設置された（640年～658年）。9世紀中葉には高昌回鶻の管轄下に入り、14世紀には戦火で破却された。

## 都城の構造
故城の中心には中央大道が貫き、城内を東西2つのエリアに分けていた。東エリア中部は周囲を塀で囲まれた官府エリア、西エリアと城域北部は寺院エリアで現在でも50余の遺跡が確認できる。その最小のものは1平方メートル、最大の寺院は南北に88メートル、幅が59メートルで面積5200平方メートルもの南北朝期の寺域が現在でも確認できる。北部エリアには101基もの仏塔が整然と残されており、小さい方塔が25基ずつ4組を構成し、中間に大きな方塔が1基ある。
南の城門から故城に入り、甕城を経て幅10メートル全長350メートルの南北大道がある。これが交河故城の幹線道である。東側には崖下へ通じる城門があり、大道の北部は最大の寺院と通じている。

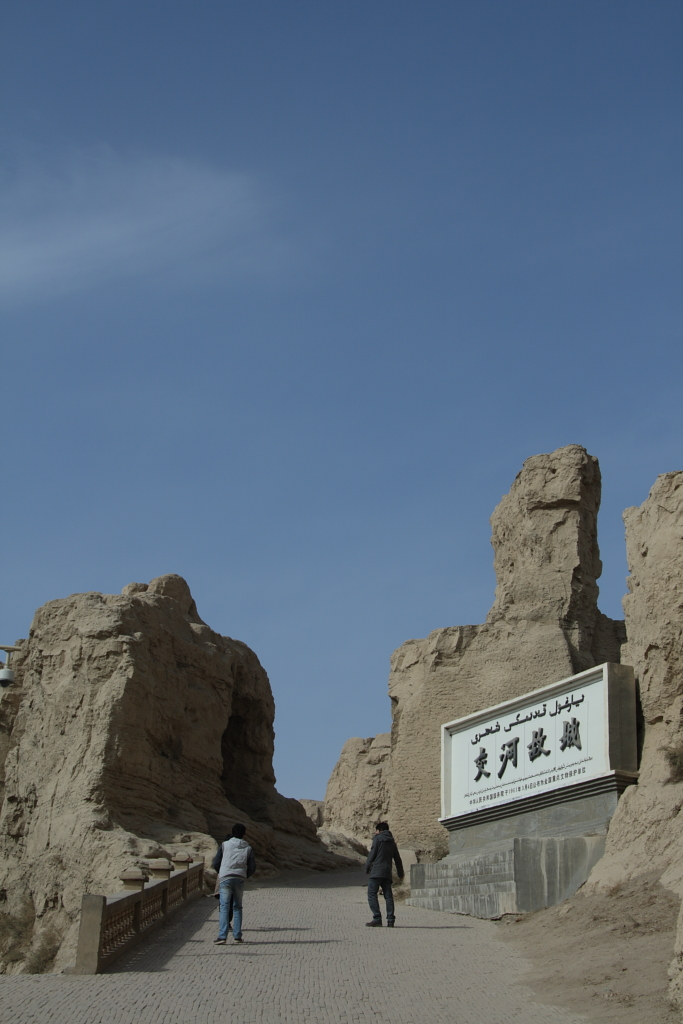
故城入口
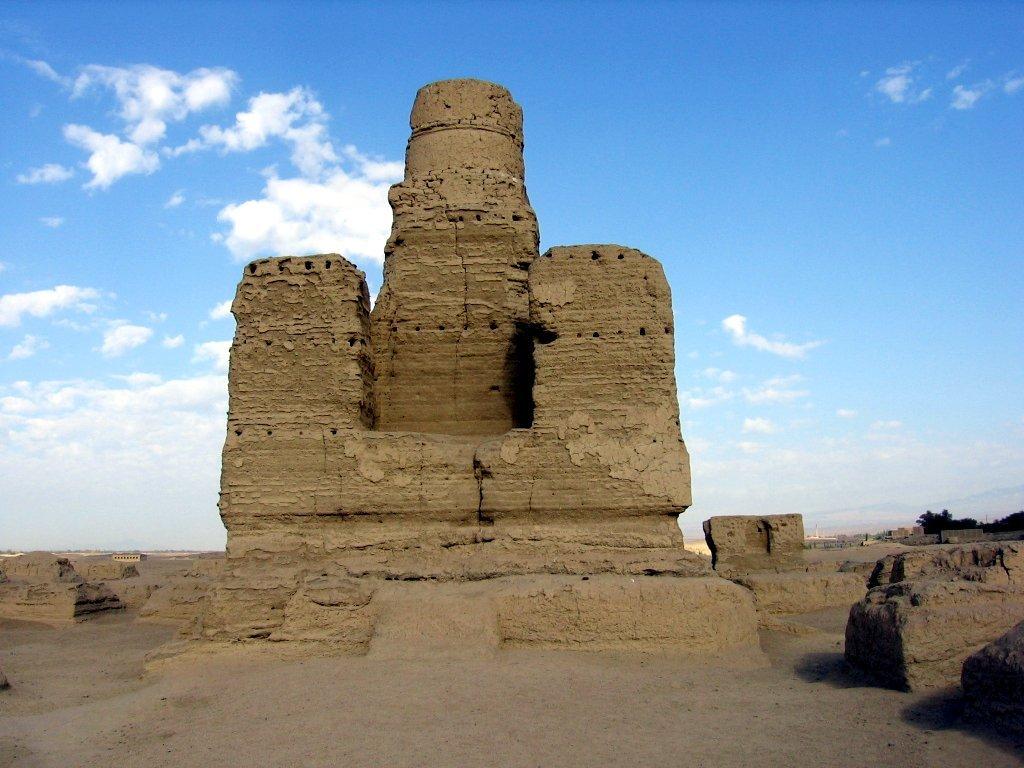
仏塔遺跡
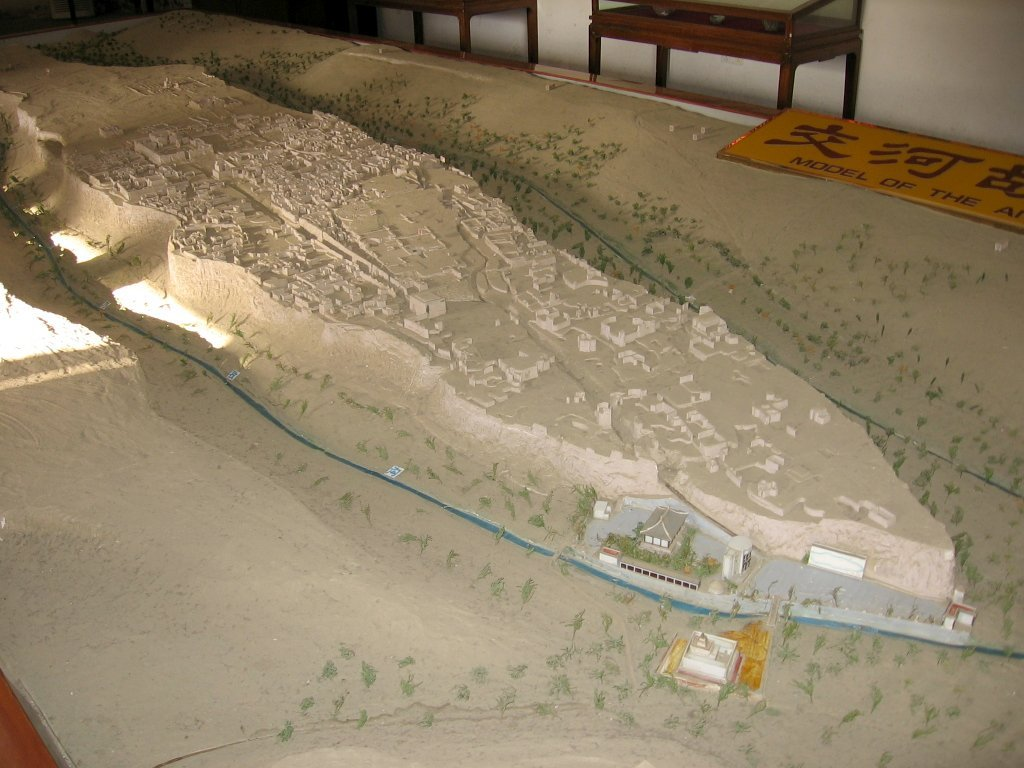
故城全体の縮尺模型

## 建築方法
故城の全体は減土法という昔ながらの方法で建造されている。建物は土煉瓦や版築で塀を築き、アーチ、あるいは小梁屋根を持った地下、あるいは半地下構造となっており、現地の高温な気候に対する配慮がなされている。